# Federação Internacional da Indústria Fonográfica

Logotipo da IFPI

A Federação Internacional da Indústria Fonográfica (em inglês: International Federation of the Phonographic Industry, conhecida pela sigla IFPI) foi formada no ano de 1933 e tem atualmente sede em Londres. Representa os interesses da indústria fonográfica.
Ela representa mais de 1450 empresas discográficas, grandes e pequenos, em 75 países diferentes. As suas políticas declaradas são direitos autorais de combate à violação; promover a indústria de fácil autorais leis; lobby e condições legais para que se acredita que é do interesse da gravação empresas, incluindo a DRM. Em 2011, o tenor espanhol Plácido Domingo assumiu o cargo de presidente da associação.
Desde 2011, o presidente honorário da IFPI é Placido Domingos.